# Katrine Lunde Haraldsen
Katrine Lunde (Kristiansand, 30 de marzo de 1980) es una jugadora de balonmano noruega que juega de portera en el Vipers Kristiansand y en la selección de balonmano de Noruega. Consiguió 4 medallas olímpicas, 2 de ellas de oro. Su hermana gemela Kristine Lunde también fue jugadora de balonmano.

## Palmarés

### Selección noruega
| Juegos Olímpicos   | Juegos Olímpicos                            | Juegos Olímpicos  | Juegos Olímpicos |
| Año                | Lugar                                       | Medalla           |                  |
| ------------------ | ------------------------------------------- | ----------------- | ---------------- |
| 2008               | Pekín                                       | Medalla de oro    |                  |
| 2012               | Londres                                     | Medalla de oro    |                  |
| 2016               | Río de Janeiro                              | Medalla de bronce |                  |
| 2020               | Tokio                                       | Medalla de bronce |                  |
| 2024               | París                                       | Medalla de oro    |                  |
| Campeonato Mundial |                                             |                   |                  |
| Año                | Lugar                                       | Medalla           |                  |
| 2007               | Francia                                     | Medalla de plata  |                  |
| 2009               | China                                       | Medalla de bronce |                  |
| 2011               | Brasil                                      | Medalla de oro    |                  |
| 2017               | Alemania                                    | Medalla de plata  |                  |
| 2021               | España                                      | Medalla de oro    |                  |
| Campeonato Europeo |                                             |                   |                  |
| Año                | Lugar                                       | Medalla           |                  |
| 2002               | Dinamarca                                   | Medalla de plata  |                  |
| 2004               | Hungría                                     | Medalla de oro    |                  |
| 2006               | Suecia                                      | Medalla de oro    |                  |
| 2008               | Macedonia del Norte                         | Medalla de oro    |                  |
| 2010               | Dinamarca y Noruega                         | Medalla de oro    |                  |
| 2012               | Serbia                                      | Medalla de plata  |                  |
| 2020               | Dinamarca                                   | Medalla de oro    |                  |
| 2022               | Eslovenia, Macedonia del Norte y Montenegro | Medalla de oro    |                  |

### Viborg HK
- Liga de Campeones de la EHF femenina (2): 2009, 2010
- Liga de Dinamarca de balonmano femenino (3): 2008, 2009, 2010
- Copa de Dinamarca de balonmano femenino (2): 2007, 2008

### Győri ETO KC
- Liga de Campeones de la EHF femenina (2): 2013, 2014
- Liga de Hungría de balonmano femenino (4): 2011, 2012, 2013, 2014
- Copa de Hungría de balonmano femenino (5): 2011, 2012, 2013, 2014, 2015

### Rostov-Don
- Copa EHF femenina (1): 2017

### Vipers Kristiansand
- Liga de Campeones de la EHF femenina (2): 2021, 2022
- Liga de Noruega de balonmano femenino (5): 2018, 2019, 2020, 2021, 2022
- Copa de Noruega de balonmano femenino (5): 2017, 2018, 2019, 2020, 2021

## Clubes
| Club                | País      | Año       |
| ------------------- | --------- | --------- |
| Vipers Kristiansand | Noruega   | -2004     |
| Aalborg DH          | Dinamarca | 2004-2007 |
| Viborg HK           | Dinamarca | 2007-2010 |
| Győri ETO KC        | Hungría   | 2010-2015 |
| Rostov-Don          | Rusia     | 2015-2017 |
| Vipers Kristiansand | Noruega   | 2017-Act. |